# Fraklip fra det fjerne
Fraklip fra det fjerne er det 12. og seneste studiealbum af den danske sanger og sangskriver C.V. Jørgensen, der udkom i 2002 på Columbia Records. Albummet er produceret af Kasper Winding.
I BT blev Fraklip fra det fjerne anmeldt til fire ud af seks stjerner. Anmelderen betegnede albummet som "mere stille, mere jazzet, mere mørkt og absolut dansefrit" og kaldte det for en videreudvikling af C.V. Jørgensens forrige album, Sjælland (1994). Uffe Christensen fra Jyllands-Posten betegnede albummets tekster som mere minimalistiske, modsat tidligere hvor teksterne var "ekstremt ordrige og holdningsmættede". Anmelderen mente ikke teksterne var i så høj grad samfundskritiske som førhen, men at C.V. Jørgensen skrev om "sig selv og sin egen identitet". Mest kritisk var Politikens anmelder Kim Skotte der kaldte albummet en "slags rockende plade i monotont luntetrav". Anmelderen kritiserede også teksterne og betegnede C.V. Jørgensen som værende "ikke længere i kommunikation", og mente at sangeren "har vendt ryggen til og passer sig selv og sit reservat".
Albummet blev nomineret til en Danish Music Award for Årets danske udgivelse i 2003.

## Spor
Alle sange skrevet og komponeret af Valentin. 
| #   | Titel                    | Længde |
| --- | ------------------------ | ------ |
| 1.  | "Alverdens turbulens"    | 4:03   |
| 2.  | "Fraklip fra det fjerne" | 4:43   |
| 3.  | "Kort proces"            | 3:59   |
| 4.  | "Mit lille reservat"     | 3:29   |
| 5.  | "Neon nok"               | 4:19   |
| 6.  | "Flimmer fra en fjerner" | 4:28   |
| 7.  | "Nede med nuet"          | 4:05   |
| 8.  | "Endnu en vinter"        | 4:22   |
| 9.  | "Dagdriverdrømme"        | 4:34   |
| 10. | "En stor dag"            | 3:49   |

## Hitliste
| Hitliste (2002)        | Højeste placering |
| ---------------------- | ----------------- |
| Danmark (Album Top-40) | 1                 |